# Уряд Суринаму
Уряд Суринаму — вищий орган виконавчої влади Суринаму.

## Голова уряду
- Президент — Десіре Делано Бутерсі (англ. Desire Delano Bouterse).
- Віце-президент — Едмунд Аміралі (англ. Edmund Ameerali).

## Кабінет міністрів
Склад чинного уряду подано станом на 1 грудня 2015 року.
| Логотип | Міністерство                                                                  | Міністр                                      | Фото | Час на посаді | Час на посаді | Партія | Партія | Вебсайт |
| ------- | ----------------------------------------------------------------------------- | -------------------------------------------- | ---- | ------------- | ------------- | ------ | ------ | ------- |
|         | Міністерство внутрішніх справ                                                 | Соєварто Моестаджа (Soewarto Moestadja)      |      |               |               |        |        |         |
|         | Міністерство житлово-комунального господарства                                | Рамон Абрахамс (Ramon Abrahams)              |      |               |               |        |        |         |
|         | Міністерство закордонних справ                                                | Вінстон Лекін (Winston Lackin)               |      |               |               |        |        |         |
|         | Міністерство молоді та спорту                                                 | Ісманто Адна (Ismanto Adna)                  |      |               |               |        |        |         |
|         | Міністерство оборони                                                          | Ламур Латур (Lamure Latour)                  |      |               |               |        |        |         |
|         | Міністерство освіти та розвитку громад                                        | Ширлі Сіталдейн (Shirley Sitaldien)          |      |               |               |        |        |         |
|         | Міністерство охорони здоров'я                                                 | Майкл Блокленд (Michael Blokland)            |      |               |               |        |        |         |
|         | Міністерство праці та технологічного розвитку                                 | Майкл Міскін (Michael Miskin)                |      |               |               |        |        |         |
|         | Міністерство природних ресурсів                                               | Джим Хок (Jim Hok)                           |      |               |               |        |        |         |
|         | Міністерство регіонального розвитку                                           | Стнелі Беттерсон (Stanley Betterson)         |      |               |               |        |        |         |
|         | Міністерство соціальної політики і житлово-комунального господарства          | Аліс Амафо (Alice Amafo)                     |      |               |               |        |        |         |
|         | Міністерство сільського господарства                                          | Хендрік Сетровіджоджо (Hendrik Setrowidjojo) |      |               |               |        |        |         |
|         | Міністерство територіального планування, земель, лісокористування та екології | Гінмардо Кромосоето (Ginmardo Kromosoeto)    |      |               |               |        |        |         |
|         | Міністерство торгівлі та промисловості                                        | Раймонд Сапоен (Raymond Sapoen)              |      |               |               |        |        |         |
|         | Міністерство транспорту, зв'язку і туризму                                    | Валісі Пінас (Valisi Pinas)                  |      |               |               |        |        |         |
|         | Міністерство фінансів                                                         | —                                            |      |               |               |        |        |         |
|         | Міністерство юстиції та поліції                                               | Едвард Белфорт (Edward Belfort)              |      |               |               |        |        |         |